# ダン・カステラネタ
ダン・カステラネタ（Dan Castellaneta, 1957年10月29日 - ）は、アメリカ合衆国の俳優、声優。イリノイ州オーク・パーク出身。オークパーク&リバーフォレスト高校、北イリノイ大学卒。妻は女優、脚本家のデブ・ラクスタ。

## 人物
1983年に劇団セカンド・シティに入団し、1987年まで在籍する。代表作は『ザ・シンプソンズ』（ホーマー・シンプソン役、他）。『ザ・シンプソンズ』では脚本も担当している。ベジタリアンで酒は飲まない。
2010年7月23日付のTV magazineがテレビスターたちのギャラをランキングで発表し、『ザ・シンプソンズ』の1エピソードあたりの出演料が40万ドル（日本円で約4000万円）でコメディ俳優部門の3位にランクインしている。

## 出演作品

### テレビドラマ
- アルフ ALF(1990)
  - 第97話 「僕たちの地球を守ろう/Stayin' Alive」 - スティーブ・マイケル 役
- L.A.ロー 七人の弁護士 L.A. Law(1992)
  - 第131話 「ロス暴動/L.A. Lawless」 - デイヴィッド 役
- NYPDブルー NYPD Blue(1996)
  - 第59話「愚行/Head Case」 - ドアマン 役
- フレンズ Friends(1996)
  - 第37話 「スターとデート/The One After The Super Bowl Part I」 - 動物園の清掃員 役
- 刑事ナッシュ・ブリッジス Nash Bridges(1999)
  - 第87話 「悪夢の幻想/Crosstalk」 - エディ 役
- スターゲイト SG-1 Stargate SG-1(2005)
  - 第169話 「理髪師ジョーの奇妙な夢/Citizen Joe」 - ジョー・スペンサー 役

### 映画
- ローズ家の戦争 The War of the Roses(1989) - 椅子の男 役
- ドリーム・ガール/ママにはないしょの夏休み Don't Tell Mom the Babysitter's Dead(1991) - アニメの声
- スーパーマリオ 魔界帝国の女神 Super Mario Bros(1993) - ナレーター
- 依頼人 The Client(1994) - スリック・モーラー
- スペース・ジャム Space Jam(1996) ファンの男 役
- パルプ・フィクション1/2 Plump Fiction(1997) - バンプキン 役
- マイ・ジャイアント My Giant(1998) - パトロー 役
- ハットしてキャット The Cat in the Hat (2003) - シング・ワンの声、シング・ツーの声
- 幸せのちから The Pursuit of Happyness(2006) - アラン・フレーケシュ 役
- SUPER8/スーパーエイト Super 8(2011) - イジー役

### テレビ映画
- テニス靴を履いたコンピューター The Computer Wore Tennis Shoes(1995) - アラン 役
- ニール・サイモンのスーパー・コメディアンと7人のギャグマンたち Laughter on the 23rd Floor(2001) - ミルト 役
- チャーリーズ・エンジェル・ストーリー Behind the Unauthorized Story of Charlie's Angels(2004) - アーロン・スペリング 役

### テレビアニメ
- アラジンの大冒険（ジーニー）
- カウ&チキン（アール）
- キム・ポッシブル（ジェミニ）
- ザ・クリティック（ホーマー・シンプソン）
- ザ・シンプソンズ（ホーマー・シンプソン、エイブラハム・シンプソン、クラスティー、バーニー、クィンビー市長、キャプテン・マキャリスター、イッチー、他）
- ザ・バットマン（スカーフェイス/アーノルド・ウェスカー）
- ジャスティス・リーグ（大臣）
- ジャッキー・チェン・アドベンチャー（ジュンバ）
- ジョニー・ブラボー（老人）
- スペースレンジャー バズ・ライトイヤー（AP-99、ロボット、エイリアン、他）
- ダック・ドジャース（フットボール選手3）
- ダックにおまかせ ダークウィング・ダック（メガボルト）
- バーバリアン・デイブ（ダスティ）
- ハウス・オブ・マウス（ジーニー）
- バック・トゥ・ザ・フューチャー（ドク）
- バットマン・ザ・フューチャー（ブルックス、警備員）
- フューチュラマ（ロボットデビル）
- ヘイ・アーノルド!（フィル）
- ヘラクレス（ホーマー）
- マスク・アニメーション（チェット）
- ミュータント・ニンジャ・タートルズ（クラシックシリーズ）（バーニー）
- ラグラッツ（ヨナタン）

### 劇場版アニメ
- ザ・シンプソンズ MOVIE（ホーマー・シンプソン、エイブラハム・シンプソン、クラスティー、他）
- ヘイ・アーノルド! ムービー（フィル、スティーリー）
- ラグラッツのパリ探検隊（神父）
- リセス ぼくらの夏休みを守れ!（警備員1）

### OVA
- アラジン ジャファーの逆襲（ジーニー）
- トナカイになったオリーブ（郵便配達夫）
- ピーター・パン2 ネバーランドの秘密（海賊スモーキー）

### ゲーム
- アースワームジム（ジム）
- カートゥーン ネットワーク・レーシング（アール）
- キングダム ハーツ シリーズ（ジーニー）
  - キングダム ハーツ
  - キングダム ハーツII
  - キングダム ハーツ チェイン オブ メモリーズ
- ザ・シンプソンズ・ゲーム（ホーマー・シンプソン、エブラハム・シンプソン、クラスティ、他）

### その他
- ザ・シンプソンズ・ライド（ホーマー・シンプソン、エブラハム・シンプソン、ピエロのクラスティ、他）